# Барбус вогняний
Барбус вогненний, або пунтіус конхоніус (Pethia conchonius) — субтропічна прісноводна риба роду Pethia родини коропових. Вперше описана Френсісом Гамільтоном в 1822 році. Раніше зараховувалась до родів Barbus та Puntius.
До Європи була завезена в 1903 році.
Припускають, що незабаром рибка з'явилась і в Російській імперії. Припущення ґрунтується на повідомленні у 1906 році в Журналі «рос. Любитель природы» про одержання гібриду вогненного барбуса (вусача) і вуалехвоста.

## Поширення
Поширена в Бенгалії, стоячих водоймах Індії та інших країнах Південної Азії.

## Опис риби

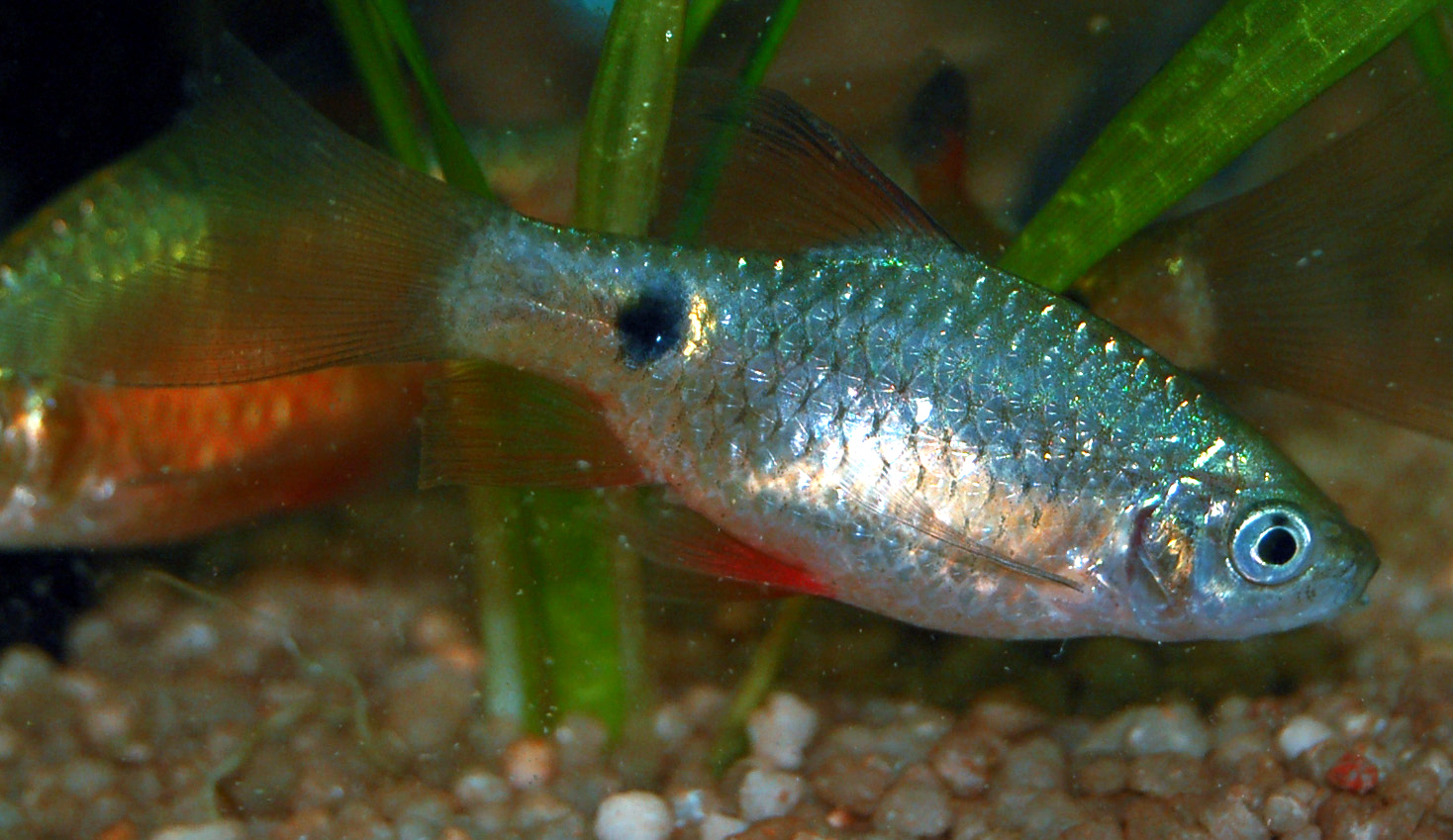
Самка вогненного барбуса (на задньому плані — самець)

Тіло завдовжки 6-8 см, має сріблясто-золотистий блиск. Форма тіла нагадує форму тіла карася. Забарвлення самців: спина зеленувато-сіра або оливково-зелена, нижня частина тіла червона. Біля основи стебла хвостового плавця чорна пляма, боки світяться червоною міддю. Забарвлення самки тьмяніше, основний фон тіла — золотисто-жовтий. Плавці жовтувато-рожеві, кінчик спинного плавця чорний.

## Селекція
Протягом багатьох років любителі барбусів відбирали особин з оригінальним забарвленням та формою тіла. Особлива увага приділялась формі плавців. Зараз багато любителів утримують вуалеві форми, які за своїм виглядом нагадують маленьких вуалехвостів.

## Утримування і розмноження
Утримувати і розмножувати вогненних барбусів неважко. До температури води риби не вибагливі. Оптимальна температура води 20-28 °C, але і значне зниження до 12 °C шкоди рибам не завдає. Хімічний склад води великого значення не має, pH 7-8, твердість 4-12о.
Найкраще себе почувають в яскраво освітленому видовженому акваріумі, де є вільне місце для плавання в середніх і верхніх шарах води. Для барбусів найкраще підходять акваріуми місткістю від 40-50 л.